# Bibliothèque municipale de Viikki
La bibliothèque municipale de Viikki (finnois : Viikin kaupunginkirjasto) est une bibliothèque du quartier de Viikki à Helsinki en Finlande,,.

## Présentation
Lauréat du concours d'architecture, le Centre d'information  Korona conçu par ARK-House, est au cœur  du campus de Viikki.
Sa façade en poutres d'acier et en verre représente l'architecture de la fin des années 1990. 
Le bâtiment abrite des services universitaires dédiés aux différents départements et étudiants de Viikki, ainsi que la bibliothèque universitaire de Viikki (fi) et la bibliothèque municipale de Viikki.
La bibliothèque municipale de Viikki est un des établissements de la bibliothèque municipale d'Helsinki. 

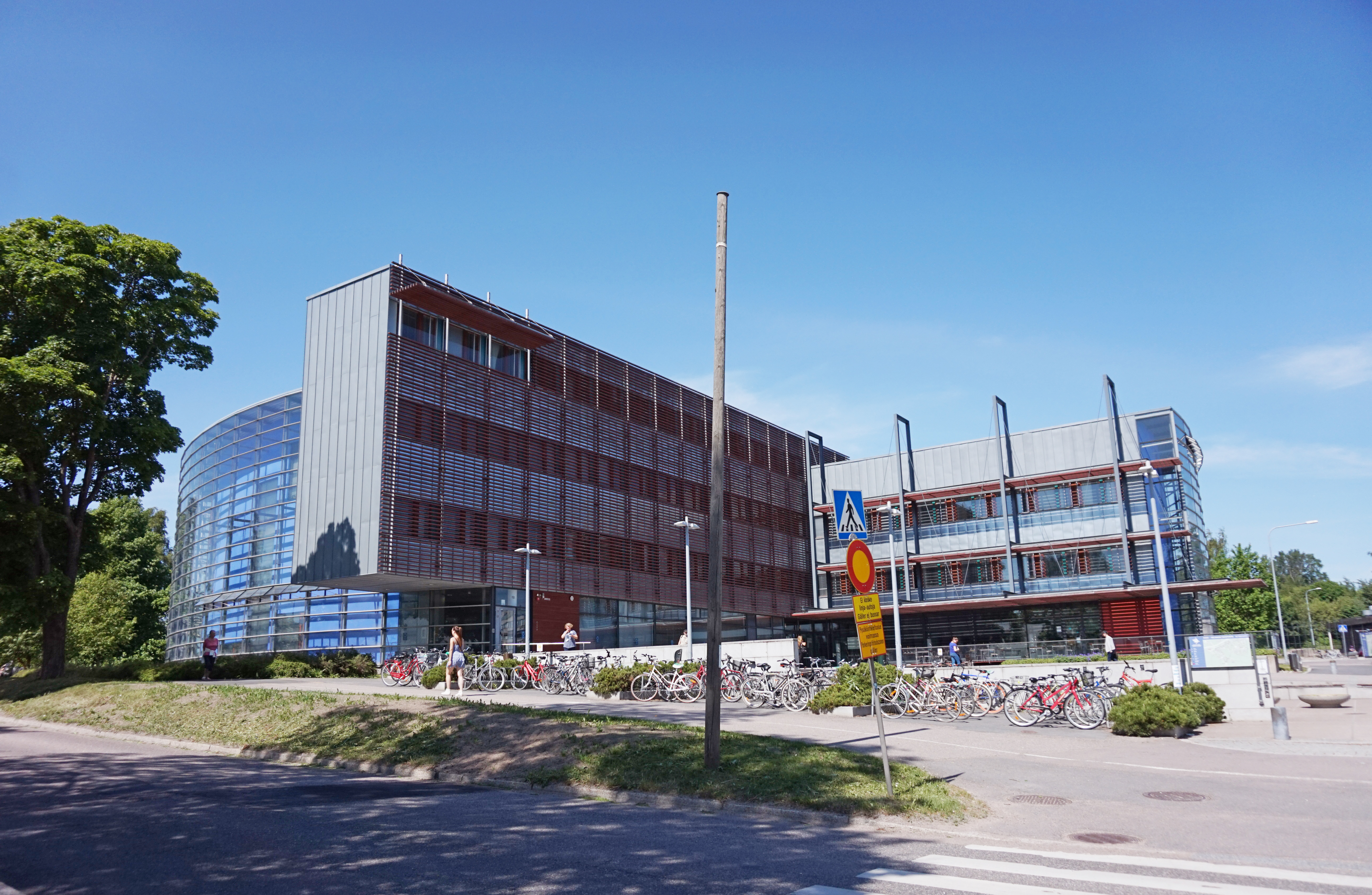
Le centre d'information Korona.

## Transports
La bibliothèque est desservi par les bus: 57, 70, 71B, 73, 74, 75, 77, 78, 79, 506, 550 et par les bus de Vantaa (700-) qui empruntent la Lahdenväylä.

## Groupement Helmet de bibliothèques
La bibliothèque municipale de Viikki fait partie du groupement Helmet, qui est un groupement de bibliothèques municipales d'Espoo, d'Helsinki, de Kauniainen et de Vantaa ayant une liste de collections commune et des règles d'utilisation communes.